# Étienne Geoffroy Saint-Hilaire
Étienne Geoffroy Saint-Hilaire (ur. 15 kwietnia 1772 w Étampes, zm. 19 czerwca 1844 w Paryżu) – francuski zoolog, anatom porównawczy, jeden z największych myślicieli w dziedzinie teoretycznej biologii w okresie wczesnego transformizmu, prekursor myśli ewolucyjnej.

## Życiorys
Otrzymał staranne wykształcenie w kilku dziedzinach nauk. W 1793 roku został mianowany przez Louisa Daubentona na stanowisko asystenta w gabinecie historii naturalnej, pustym po dymisji Bernarda Lacépède’a. W tymże roku Geoffroy został jednym z dwunastu profesorów w nowo otwartym Muséum national d’histoire naturelle, gdzie zajmował katedrę zoologii i gdzie rozpoczął kolekcję zwierząt na potrzeby muzeum. W tym samym czasie rozpoczął badania w dziedzinie zoologii i anatomii porównawczej.
W 1794 roku rozpoczął korespondencję z Georges’em Cuvierem, który przybył w 1795 na jego zaproszenie do Paryża. Obaj naukowcy, mimo dzielących ich pozycji na temat ewolucji, napisali wspólnie wiele pism na temat zoologii, z których jedno zawierało klasyfikację ssaków, stworzoną na podstawie idei subordynacji cech będącej podstawą systemu Cuviera.
Rok później, w artykule „Histoire des Makis, ou singes de Madagascar”, Geoffroy zaprezentował swoje poglądy dotyczące jedności planu organizacji istot żywych. Koncepcja ta stała się stałym elementem jego późniejszych prac.
W 1798 roku Geoffroy został jednym z członków wielkiej ekspedycji naukowej, która towarzyszyła Napoleonowi Bonaparte w Egipcie. Wyprawa ta pozwoliła mu na zgromadzenie licznych informacji dotyczących szczególnie gadów i ryb. W latach 1803–1806 opublikował 13 prac poświęconych głównie ssakom tego regionu. Wrócił do stolicy Francji w 1802 roku. W 1809 został powołany na katedrę zoologii Uniwersytetu Paryskiego. W tym czasie interesował się powstawaniem potworności. Jego pionierskie prace z tego zakresu przyczyniły się do uznania go za ojca teratologii. W efekcie prowadzonych badań paleontologicznych zaczął skłaniać się w stronę transformizmu.
Jego synem był Isidore Geoffroy Saint-Hilaire, również zoolog.